# X.com (은행)
X.com은 1999년 3월 일론 머스크, 해리스 프리커, 트리스토퍼 페인 에드 호가 공동 설립한 온라인 은행이었다. 2000년 3월 X.com은 실리콘밸리에 기반을 둔 소프트웨어 회사인 컨피니티와 합병했다. 머스크는 간편한 결제 시스템 때문에 컨피니티에 매료되었다. 합병 회사는 페이팔로 이름을 변경했다. 이베이는 2002년에 페이팔을 15억 달러에 인수했다. 2015년 7월 페이팔은 분사되어 독립 회사가 되었다.